# Henry Helstoski
Henry Helstoski (21 de marzo de 1925 - 16 de diciembre de 1999) fue un político estadounidense y veterano de la Segunda Guerra Mundial. Helstoski, demócrata, representó a Nueva Jersey en la Cámara de Representantes de los Estados Unidos  desde 1965 hasta 1977.  Fue representante del octavo distrito del Congreso de Nueva Jersey.
Fue acusado de recibir sobornos de inmigrantes ilegales en 1976, pero nunca se le juzgó ya que todos sus cargos fueron retirados por la Corte Suprema de los Estados Unidos.

## Biografía
Helstoski nació en la ciudad de Wallington, en el condado de Bergen , Nueva Jersey. Asistió a escuelas públicas en Wallington y East Rutherford. 

### Servicio Militar
Helstoski se alistó en el Cuerpo Aéreo del Ejército de los Estados Unidos y sirvió como instructor y técnico de radio hasta el final de la Segunda Guerra Mundial en 1945. 

## Cámara de Representantes
Demócrata que se postulo a la Cámara de Representantes por el noveno distrito de Nueva Jersey. Ganó al Republicano Frank C. Osmers por 2428 votos. En 1969 se postuló para gobernador de Nueva Jersey. En el Congreso sirvió como miembro del Comité de Comercio Exterior de 1971 a 1974

### Muerte
Helstoski murió el 16 de diciembre de 1999, a la edad de 74 años, en Wayne, Nueva Jersey.